# فلورنسیا سیگتی
فلورنسیا سیگتی (به انگلیسی: Florencia Szigeti) (زادهٔ ۸ ژوئیهٔ ۱۹۸۱) شناگر اهل آرژانتین است.